# Cristo del Buen Viaje (Santa Cruz de Tenerife)
El Santísimo Cristo del Buen Viaje es una imagen de Cristo crucificado, que se encuentra en la Iglesia Matriz de Nuestra Señora de la Concepción (Santa Cruz de Tenerife, España). Dicha imagen cuenta con una gran devoción histórica en la ciudad de Santa Cruz, y era especialmente venerado por los indianos que viajaban a América.

## Historia
Es una imagen de madera del siglo XVII y de autor anónimo aunque de escuela isleña, que originalmente se encontraba en el antiguo Convento de Santo Domingo o de Nuestra Señora de la Consolación, que pertenecía a la orden dominica y era uno de los dos conventos existentes en la ciudad, el otro era el Convento de San Pedro de Alcántara de la orden franciscana (actual Iglesia de San Francisco de Asís).
La talla del Cristo del Buen Viaje es de tamaño natural y está considerada una de las mejores piezas sacras de la isla de Tenerife. Debe su nombre o advocación al hecho de que los emigrantes o indianos que se embarcaban a América se postraban ante la imagen pidiendo un buen viaje y tener suerte en la larga travesía. El escritor e historiador Pedro Tarquis escribió: "es una de las imágenes más devotas entre las que figuraron en la iglesia del convento de Santo Domingo. No solamente fue apropiado su nombre para llamar la atención a los navegantes del Nuevo Mundo sino que su culto alcanzó gran boato y celebridad entre el pueblo".
Se sabe que el Cristo tuvo una primitiva cofradía con su respectivo libro de reglas que tiene su principio en 1674 y en donde se detalla su culto, sus procesiones y sus novenas. En la actualidad, la Venerable Hermandad de la Santa Cruz y el Santo Entierro es la encargada de la imagen del Cristo y de su culto.
La Ley de Desamortización de Mendízabal a principios del siglo XIX obligó a cerrar dicho Convento de Santo Domingo y finalmente fue demolido siendo construido en su lugar el actual Teatro Guimerá. El patrimonio y las obras de arte del templo fueron repartidos entre las dos parroquias más importantes de la ciudad: La Iglesia Matriz de la Concepción y la Iglesia de San Francisco, siendo trasladado el Cristo del Buen Viaje a La Concepción. 
En la actualidad, durante todo el año la imagen cristífera se encuentra en un retablo situado en la cabecera de la nave del Evangelio, en una de las naves laterales del templo. La talla se encuentra acompañada por las imágenes de la Virgen de los Dolores y San Juan Evangelista, ambas, tallas de vestir y formando las tres un calvario. Estas mismas imágenes de La Dolorosa y San Juan también acompañan al Cristo en su trono procesional. A los pies del Cristo, en el retablo, se encuentra una hornacina con la imagen original de la Virgen de la Consolación, del siglo XV, la cual fue traída a la isla por el Adelantado Alonso Fernández de Lugo durante la conquista de Canarias.
En Santa Cruz de Tenerife existe otra imagen de idéntica advocación aunque en este caso se trata de una imagen mariana, la Virgen del Buen Viaje venerada en la cercana Ermita de San Telmo y que adopta el mismo nombre por la misma razón que el Cristo.

## Procesión
El Cristo sale en procesión por las calles del centro de la ciudad de Santa Cruz cada Viernes Santo, a las 8.00 de la mañana en un Vía Crucis. Posteriormente, ese mismo día vuelve a salir por la tarde-noche en la Procesión Magna acompañado de otras imágenes de la Semana Santa de la ciudad y la cual es presidida por el Obispo de la Diócesis de Tenerife.